# Спомен-парк Гаравице
Спомен-парк „Гаравице“ код Бихаћа је меморијални комплекс, који се састоји од петнаест скулптура распоређених у простору са приступним стазама. Аутор овог остварења је архитекта Богдан Богдановић.
Споменик је обиљежје стравичног злочина који су током 1941. године усташке снаге починиле над грађанима бихаћког краја, пре свега Србима и Јеврејима. Том приликом је убијено око 12.000 цивила.
Спомен-парк Гаравице подигнут је 1981. године на иницијативу покренуту од стране Општине Бихаћ 1973. године. Спомен-парк је изведен на локалитету две масовне гробнице у којима је сахрањено око 7.000 тела жртава.
Дана 7. септембра 2011. године, спомен-парк Гаравице проглашен је за национални споменик Босне и Херцеговине.

## Опис
Сачињен је од петнаест истоветних скулптура распоређених у две групе (већу од тринаест скулптура и мању од две), стаза и тераса које прате форму брда Гаравице са минималним прекривањем зелене површине. Ради се о природном брежуљку до којег Богдан Богдановић на драматичан начин гради стазу која пресеца изохипсе управно; потом се раздваја на две стрме стазе, од којих она уз коју је постављена мања група кенотафа има слепи крај. Други део стазе, који има нешто мањи нагиб води до врха брежуљка, где је у неправилним групама концентрисано 11 кенотафа. У том делу стаза има веома благи нагиб или је потпуно хоризонтална и повија се између кенотафа, правеће слепе крајеве, који симболизују заустављени живот и безнађе. Иако је стаза пројектована тако да искористи потенцијал морфологије терена, па у потпуности има органски облик, присутан је мотив минојског лавиринта. Тај мотив лавиринта симболизује спас из безнађа, „узлетом живота изнад смрти“.